# 圣奥尔本斯座堂

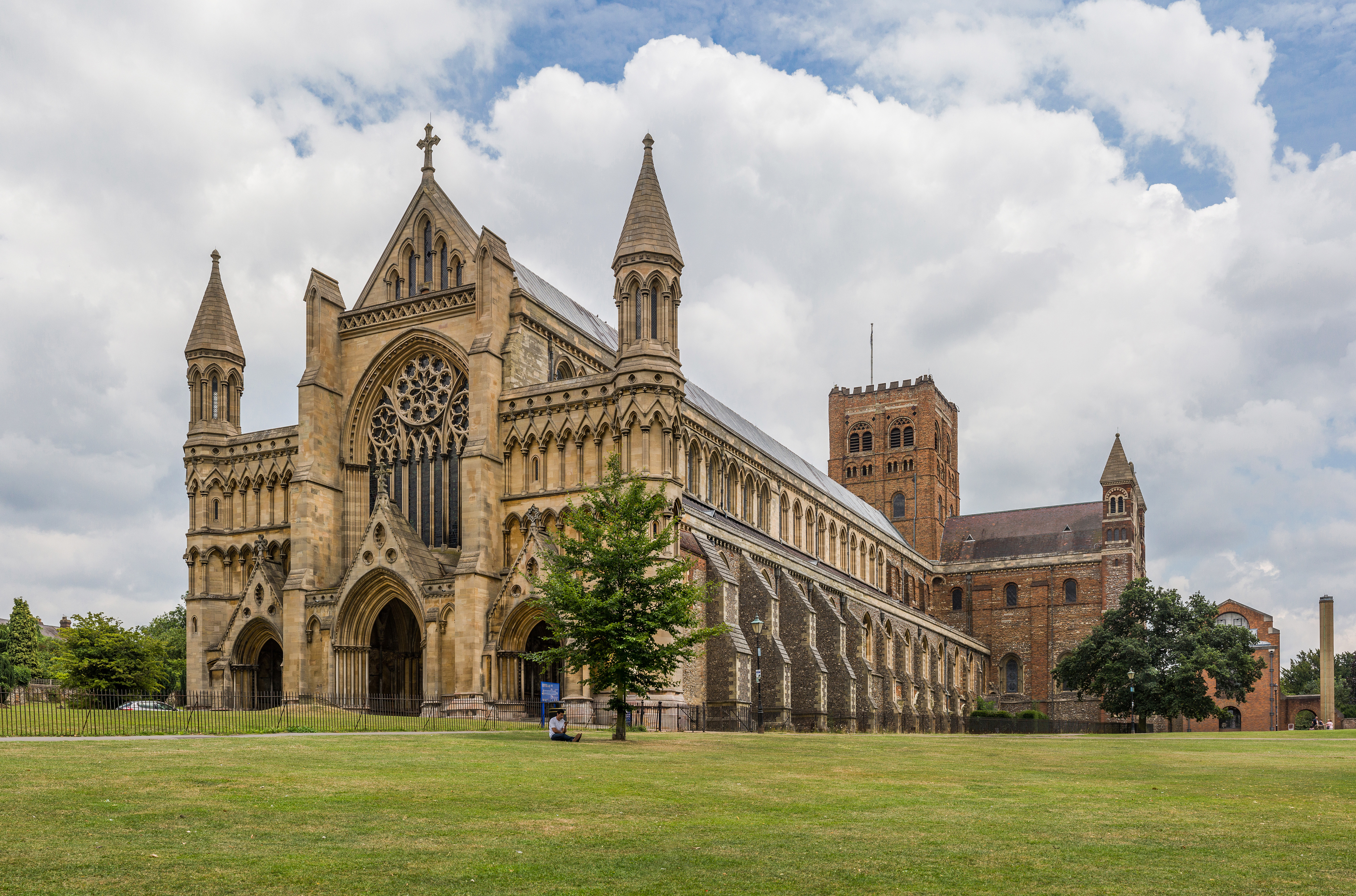
圣奥尔本斯座堂

圣奥尔本斯座堂（英語：St Albans Cathedral）是英国圣公会圣奥尔本斯教区的主教座堂，位于英格兰赫特福德郡的圣奥尔本斯，其总长167.8米，中殿长84米，长度居英格兰所有座堂的首位，也是全英国第2长的教堂。宽58.5米，钟楼高43.9米。教堂的歷史可能開始於8世紀。现存建筑兴建于1077－1893年，1877年成为主教座堂。同时也是一座本堂区圣堂。